# Partielle Isometrie
Eine partielle Isometrie ist ein spezieller Typ von im mathematischen Teilgebiet der Funktionalanalysis untersuchten Operatoren. Dabei handelt es sich um Operatoren, die sich auf einem Untervektorraum wie eine Isometrie verhalten und sonst 0 sind, das erklärt ihren Namen. Mittels partieller Isometrien werden Äquivalenzen von Projektionen definiert.

## Definition
Seien {\displaystyle H} ein Hilbertraum und {\displaystyle U:H\rightarrow H} ein stetiger linearer Operator. {\displaystyle U} heißt eine partielle Isometrie, wenn die Einschränkung von {\displaystyle U} auf das orthogonale Komplement von {\displaystyle \ker(U)} eine Isometrie ist, d. h. {\displaystyle \forall x\in \ker(U)^{\perp }:\,\,\|Ux\|=\|x\|}.
Das orthogonale Komplement des Kerns einer partiellen Isometrie nennt man ihren Anfangsraum (engl. initial space), das Bild einer partiellen Isometrie heißt ihr Zielraum (engl. final space). Demnach ist eine partielle Isometrie eine Isometrie zwischen ihrem Anfangsraum und ihrem Zielraum.

## Beispiele
- Isometrien (speziell also auch unitäre Operatoren) sind partielle Isometrien mit der Besonderheit, dass {\displaystyle \ker(U)=\{0\}}.
- Orthogonalprojektionen sind partielle Isometrien mit der Besonderheit, dass der isometrische Anteil, d. h. die Einschränkung der Orthogonalprojektion auf das orthogonale Komplement ihres Kerns, die Identität ist.
- {\displaystyle U={\begin{pmatrix}0&0&0&0\\1&0&0&0\\0&1&0&0\\0&0&0&0\end{pmatrix}}:{\mathbb {C} }^{4}\rightarrow {\mathbb {C} }^{4}} ist eine partielle Isometrie mit Anfangsraum                 {\displaystyle \{(z_{1},z_{2},0,0);z_{i}\in {\mathbb {C} }\}} und Zielraum {\displaystyle \{(0,z_{1},z_{2},0);z_{i}\in {\mathbb {C} }\}}.  In diesem Beispiel liegt der Zielraum schräg zur Zerlegung Kern + Anfangsraum.

## Eigenschaften
Ist {\displaystyle U} eine partielle Isometrie, so ist {\displaystyle \mathrm {im} (U^{*}U)} der Anfangsraum, {\displaystyle \mathrm {im} (UU^{*})} ist der Zielraum.
Für einen stetigen, linearen Operator {\displaystyle U} auf einem Hilbertraum sind folgende Aussagen äquivalent:
- {\displaystyle U} ist eine partielle Isometrie.
- {\displaystyle U^{*}U} ist eine Projektion.
- {\displaystyle U=UU^{*}U}

Mit {\displaystyle U} ist auch {\displaystyle U^{*}} eine partielle Isometrie, wobei Anfangs- und Zielraum ausgetauscht sind.

## Äquivalenz von Projektionen
Es sei {\displaystyle {\mathcal {A}}} eine Von-Neumann-Algebra, d. h. es gibt einen Hilbertraum   
{\displaystyle H}, so dass {\displaystyle {\mathcal {A}}\subset L(H)} eine C*-Algebra ist, die mit ihrem Bikommutanten übereinstimmt (siehe Bikommutantensatz). Zwei Orthogonalprojektionen {\displaystyle P} und {\displaystyle Q} aus {\displaystyle {\mathcal {A}}} heißen äquivalent (bezüglich {\displaystyle {\mathcal {A}}}) und man schreibt {\displaystyle P\sim Q}, wenn es eine partielle Isometrie {\displaystyle U\in {\mathcal {A}}} mit Anfangsraum {\displaystyle \mathrm {im} (P)} und Zielraum {\displaystyle \mathrm {im} (Q)} gibt, das heißt in Formeln {\displaystyle P=U^{*}U} und {\displaystyle Q=UU^{*}}.
Weiter schreibt man {\displaystyle P\precsim Q}, wenn {\displaystyle P} äquivalent zu einer Unterprojektion von Q ist, das heißt, wenn es eine Projektion {\displaystyle P'} gibt mit {\displaystyle P\sim P'} und {\displaystyle P'=P'Q=QP'}.
Man kann zeigen, dass {\displaystyle \sim } eine Äquivalenzrelation auf der Menge aller Projektionen von  {\displaystyle {\mathcal {A}}} ist, und dass {\displaystyle \precsim } eine partielle Ordnung auf der Menge der Äquivalenzklassen definiert. Ferner ist {\displaystyle P\,\sim Q} äquivalent zu {\displaystyle P\precsim Q} und {\displaystyle Q\precsim P}. Diese Ordnungsrelation spielt eine wichtige Rolle bei der Typklassifikation von Von-Neumann-Algebren.